# Кисыксай
Кисыксай (каз. Қисықсай) — село в Таскалинском районе Западно-Казахстанской области Казахстана. Входит в состав Казахстанского сельского округа. Код КАТО — 276045500.

## Население
В 1999 году население села составляло 241 человек (126 мужчин и 115 женщин). По данным переписи 2009 года, в селе проживало 69 человек (35 мужчин и 34 женщины).